# III legislatura della Repubblica Italiana
La III Legislatura della Repubblica Italiana è stata in carica dal 12 giugno 1958 al 15 maggio 1963.
Fu l'ultima Legislatura il cui numero di parlamentari venne definito in ragione della popolazione, come originariamente previsto dalla Costituzione agli articoli 56 e 57 (poi modificati dalla Legge Costituzionale 2/1963).

## Cronologia
Le elezioni politiche si svolgono il 25 maggio 1958 e i risultati non producono grosse sorprese, in quanto confermano sostanzialmente l'andamento espresso finora. Amintore Fanfani viene incaricato di formare il nuovo governo e si inaugura, da questo momento, la cosiddetta stagione politica del Centro-sinistra, costituita dall'accordo fra la DC e il PSI. Durante questo governo, e più precisamente il 14 agosto del '58, viene istituito il Ministero della Sanità (l'Italia era uno dei pochi Paesi occidentali a non possederlo).
Dopo una serie di conflitti interni alla DC e la crisi del governo, che viene battuto sull'approvazione di una serie di leggi, si dimettono due ministri (il contrasto è sull'introduzione del Codice della Strada). Fanfani lascia governo e segreteria del partito.
L'incarico viene affidato ad Antonio Segni che vara il suo governo, con l'appoggio esterno delle destre (PNM, PMP e MSI). È il periodo in cui scoppia uno scandalo alimentare per presunte sofisticazioni dei cibi nel periodo natalizio fra il 1959 e il '60.
La DC si interroga su un futuro orientato verso un'alleanza con la sinistra, ma liberali e repubblicani non ci stanno e mettono in crisi il governo, che si dimette il 24 febbraio. L'incarico di formarne uno nuovo viene dato allo stesso Segni, ma il tentativo fallisce.
Così, il 25 marzo 1960 nasce il Governo Tambroni, monocolore DC con l'appoggio del MSI, che dura in carica soltanto quattro mesi: scoppiano, infatti, proteste antifasciste in molte città italiane che creano tafferugli e persino 5 morti. Tambroni accusa la sinistra filo-sovietica di fomentare i tumulti ma - dopo sollecitazioni della stessa DC - il Governo si dimette il 26 luglio.
Il successivo governo vede il ritorno sulla scena di Fanfani, da sempre favorevole ad accordi con la sinistra (con i socialisti in particolare). Si scontra, infatti, con Tambroni perché si era fatto appoggiare dal MSI.
A livello internazionale si è in piena guerra fredda, l'Italia è apertamente schierata con l'alleanza atlantica, in contrapposizione al blocco sovietico; viene costruito il muro di Berlino e Fanfani è un protagonista della mediazione fra i due blocchi. Il governo si dimette il 2 febbraio 1962, dopo che il consiglio della DC aveva deliberato la creazione di un'alleanza di centrosinistra, su indicazione del segretario Aldo Moro.
Nasce, pertanto, un nuovo governo, il Fanfani IV: si tratta di un tripartito DC-PSDI-PRI, mentre il PSI mantiene un atteggiamento di collaborazione. È un governo relativamente "duraturo", che attua riforme importanti come l'aumento delle pensioni, l'eliminazione della censura sulle opere liriche e di prosa, l'avvio dell'urbanizzazione nazionale, la nazionalizzazione dell'energia elettrica, la riduzione della leva militare e l'unificazione della scuola media con l'obbligo scolastico a 14 anni.
Sul finire della legislatura viene approvata la legge costituzionale 2/1963 che, modificando gli articoli 56, 57 e 60 della Costituzione, fissa a 630 il numero dei deputati e a 315 il numero dei senatori, equiparando inoltre la durata di entrambe le Camere a 5 anni.
Il 18 febbraio 1963, il nuovo presidente della Repubblica, Antonio Segni, scioglie le Camere in vista delle elezioni politiche.

## Governi
- Governo Fanfani II
  - Dal 1º luglio 1958 al 15 febbraio 1959
  - Presidente del Consiglio dei ministri: Amintore Fanfani (DC)
  - Composizione del governo: DC, PSDI

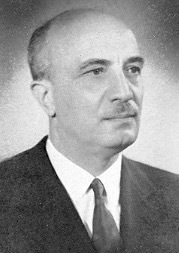
Amintore Fanfani, Presidente del Consiglio dal 1º luglio 1958 al 15 febbraio 1959 e dal 29 luglio 1960 al 21 giugno 1963.

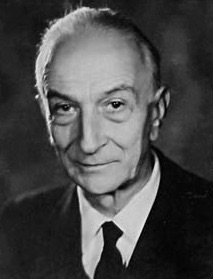
Antonio Segni, Presidente del Consiglio dal 15 febbraio 1959 al 23 marzo 1960 e Presidente della Repubblica dall'11 maggio 1962 al 6 dicembre 1964.

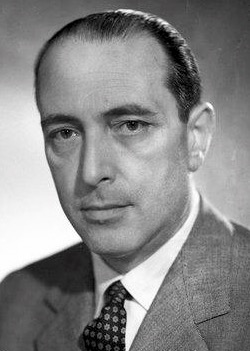
Fernando Tambroni, Presidente del Consiglio dal 25 marzo al 26 luglio 1960.

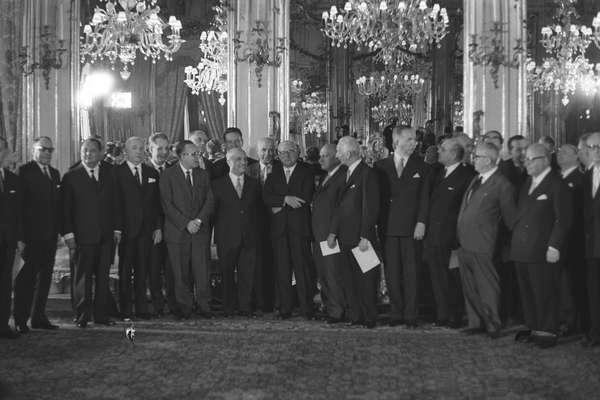
Giuramento del Governo Fanfani III, 26 luglio 1960.

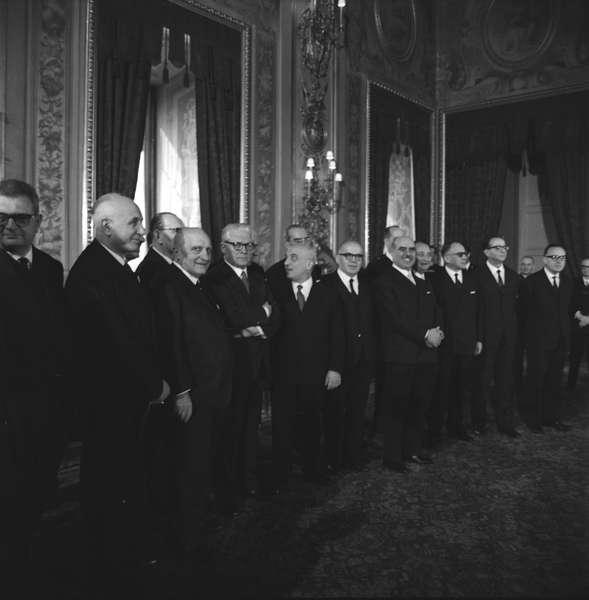
Giuramento del Governo Fanfani IV, 21 febbraio 1962.

- Governo Segni II
  - Dal 15 febbraio 1959 al 23 marzo 1960
  - Presidente del Consiglio dei ministri: Antonio Segni (DC)
  - Composizione del governo: DC (appoggio esterno di PLI, PNM, PMP e MSI)
- Governo Tambroni
  - Dal 25 marzo 1960 al 26 luglio 1960
  - Presidente del Consiglio dei ministri: Fernando Tambroni (DC)
  - Composizione del governo: DC (appoggio esterno di MSI e PDI)
- Governo Fanfani III
  - Dal 26 luglio 1960 al 21 febbraio 1962
  - Presidente del Consiglio dei ministri: Amintore Fanfani (DC)
  - Composizione del governo: DC
- Governo Fanfani IV
  - Dal 21 febbraio 1962 al 21 giugno 1963
  - Presidente del Consiglio dei ministri: Amintore Fanfani (DC)
  - Composizione del governo: DC, PSDI, PRI (appoggio esterno del PSI)

## Camera dei deputati

### Ufficio di presidenza

#### Presidente
Giovanni Leone (DC) - L'elezione è avvenuta il 12 giugno 1958.

#### Vice presidenti
- Brunetto Bucciarelli-Ducci (DC)
- Paolo Rossi (PSDI)
- Ferdinando Targetti (PSI)
- Girolamo Li Causi (PCI)

#### Questori
- Michele Marotta (DC)
- Alessandro Buttè (DC)
- Oreste Lizzadri (PSI)

#### Segretari
- Francesco De Vita (Misto) [fino al 02/06/1961]
- Gabriele Semeraro (DC) [fino al 04/04/1960]
- Renzo Franzo (DC)
- Antonino Cuttitta (PDI)
- Mauro Tognoni (PCI)
- Severino Caveri (Misto)
- Giuseppina Re (PCI)
- Mario Marino Guadalupi (PSI)
- Lorenzo Biasutti (DC) [dal 12/05/1960]

### Capigruppo parlamentari
| Gruppo parlamentare | Gruppo parlamentare                     | Presidente                                                               | Seggi     |
| ------------------- | --------------------------------------- | ------------------------------------------------------------------------ | --------- |
|                     | Democratico Cristiano                   | Luigi Gui [fino al 31/12/1962] Benigno Zaccagnini [dal 31/12/1962]       | 275 / 593 |
|                     | Comunista                               | Palmiro Togliatti                                                        | 140 / 593 |
|                     | Partito Socialista Italiano             | Pietro Nenni                                                             | 86 / 593  |
|                     | Movimento Sociale Italiano              | Giovanni Roberti                                                         | 25 / 593  |
|                     | Liberale                                | Raffaele De Caro [fino al 04/05/1961] Giovanni Malagodi [dal 04/05/1961] | 23 / 593  |
|                     | Partito Socialista Democratico Italiano | Giuseppe Saragat                                                         | 19 / 593  |
|                     | Misto                                   | Cino Macrelli [fino al 31/12/1962] Oronzo Reale [dal 31/12/1962]         | 15 / 593  |
|                     | Partito Democratico Italiano            | Achille Lauro [fino all'11/04/1961] Alfredo Covelli [dall'11/04/1961]    | 10 / 593  |

#### Gruppi cessati di esistere nel corso della legislatura
| Gruppo parlamentare | Gruppo parlamentare          | Presidente      | Data di scioglimento |
| ------------------- | ---------------------------- | --------------- | -------------------- |
|                     | Partito Nazionale Monarchico | Alfredo Covelli | 16/04/1959           |
|                     | Partito Monarchico Popolare  | Achille Lauro   | 16/04/1959           |

### Commissioni parlamentari
| #    | Commissione | Presidente                                                   | Presidente                                     |
| ---- | --- | ------------------------------------------------------------ | ---------------------------------------------- |
| I    | Affari costituzionali - organizzazione dello stato - regioni - disciplina generale del rapporto di pubblico impiego |                                                              | Mario Scelba (DC) [fino al 14/04/1959]         |
| I    | Affari costituzionali - organizzazione dello stato - regioni - disciplina generale del rapporto di pubblico impiego | Roberto Lucifredi (DC) [dal 15/04/1959]                      |                                                |
| II   | Affari della Presidenza del Consiglio - affari interni e di culto - enti pubblici                                   |                                                              | Oscar Luigi Scalfaro (DC) [fino al 10/03/1959] |
| II   | Affari della Presidenza del Consiglio - affari interni e di culto - enti pubblici                                   | Stefano Riccio (DC) [dall'11/03/1959]                        |                                                |
| III  | Affari esteri - emigrazione                                                                                         |                                                              | Giuseppe Bettiol (DC) [fino al 10/03/1959]     |
| III  | Affari esteri - emigrazione                                                                                         | Mario Scelba (DC) [dall'11/03/1959 al 30/09/1960]            |                                                |
| III  | Affari esteri - emigrazione                                                                                         | Giuseppe Bettiol (DC) [dal 30/09/1960]                       |                                                |
| IV   | Giustizia |                                                              | Alfredo Amatucci (DC) [fino al 30/06/1958]     |
| IV   | Giustizia | Francesco Maria Dominedò (DC) [dal 01/08/1958 al 28/09/1960] |                                                |
| IV   | Giustizia | Gennaro Cassiani (DC) [dal 30/09/1960]                       |                                                |
| V    | Bilancio e partecipazioni statali                                                                                   |                                                              | Giuseppe Pella (DC) [fino al 10/03/1959]       |
| V    | Bilancio e partecipazioni statali                                                                                   | Rodolfo Vicentini (DC) [dall'11/03/1959]                     |                                                |
| VI   | Finanze e Tesoro |                                                              | Mario Martinelli (DC) [fino al 30/06/1960]     |
| VI   | Finanze e Tesoro | Athos Valsecchi (DC) [dal 06/07/1960]                        |                                                |
| VII  | Difesa |                                                              | Randolfo Pacciardi (Misto)                     |
| VIII | Istruzione e belle arti                                                                                             |                                                              | Giuseppe Ermini (DC)                           |
| IX   | Lavori pubblici |                                                              | Salvatore Aldisio (DC)                         |
| X    | Trasporti - comunicazioni - marina mercantile                                                                       |                                                              | Bernardo Mattarella (DC) [fino al 22/03/1962]  |
| X    | Trasporti - comunicazioni - marina mercantile                                                                       | Giuseppe Spataro (DC) [dal 23/03/1962]                       |                                                |
| XI   | Agricoltura e foreste                                                                                               |                                                              | Pietro Germani (DC)                            |
| XII  | Industria e commercio - artigianato - commercio estero                                                              |                                                              | Enrico Roselli (DC) [fino al 30/06/1960]       |
| XII  | Industria e commercio - artigianato - commercio estero                                                              | Danilo De' Cocci (DC) [dal 06/07/1960]                       |                                                |
| XIII | Lavoro - assistenza e previdenza sociale - cooperazione                                                             |                                                              | Leopoldo Rubinacci (DC) [fino al 30/06/1959]   |
| XIII | Lavoro - assistenza e previdenza sociale - cooperazione                                                             | Umberto Delle Fave (DC) [dal 09/07/1959 al 07/09/1960]       |                                                |
| XIII | Lavoro - assistenza e previdenza sociale - cooperazione                                                             | Pietro Bucalossi (PSDI) [dall'08/09/1960]                    |                                                |
| XIV  | Igiene e sanità pubblica                                                                                            |                                                              | Beniamino De Maria (DC) [fino al 10/03/1959]   |
| XIV  | Igiene e sanità pubblica                                                                                            | Mario Cotellessa (DC) [dall'11/03/1959 al 27/03/1962]        |                                                |
| XIV  | Igiene e sanità pubblica                                                                                            | Beniamino De Maria (DC) [dal 28/03/1962]                     |                                                |

### Riepilogo della composizione
| Gruppo parlamentare alla Camera dei deputati | Gruppo parlamentare alla Camera dei deputati   | Inizio legislatura | 1958 | 1959 | 1960 | 1961 | 1962 | Fine legislatura |
| -------------------------------------------- | ---------------------------------------------- | ------------------ | ---- | ---- | ---- | ---- | ---- | ---------------- |
|                                              | Democratico Cristiano (DC)                     | 273                | 273  | 273  | 273  | 272  | 277  | 275              |
|                                              | Comunista (PCI)                                | 140                | 140  | 141  | 141  | 141  | 141  | 140              |
|                                              | Partito Socialista Italiano (PSI)              | 84                 | 84   | 88   | 86   | 86   | 86   | 86               |
|                                              | Movimento Sociale Italiano (MSI)               | 24                 | 24   | 24   | 24   | 24   | 25   | 25               |
|                                              | Liberale                                       | 17                 | 18   | 18   | 18   | 21   | 23   | 23               |
|                                              | Partito Socialista Democratico Italiano (PSDI) | 22                 | 22   | 17   | 18   | 18   | 19   | 19               |
|                                              | Partito Democratico Italiano (PDI)             | —                  | —    | 20   | 17   | 12   | 10   | 10               |
|                                              | Partito Monarchico Popolare (PMP)              | 13                 | 12   | —    | —    | —    | —    | —                |
|                                              | Partito Nazionale Monarchico (PNM)             | 8                  | 8    | —    | —    | —    | —    | —                |
|                                              | Gruppo misto                                   | 15                 | 15   | 15   | 18   | 22   | 15   | 15               |
| Totale                                       | Totale                                         | 596                | 596  | 596  | 595  | 596  | 596  | 593              |

#### Modifiche nella composizione dei gruppi parlamentari
1. ↑  Un deputato del gruppo DC decede durante il 1959: Edmondo Caccuri il 13 agosto, l'8 ottobre è sostituito da Enrico Alba.
2. ↑  Un deputato del gruppo DC cessa dal mandato parlamentare durante il 1960: Raimondo Manzini il 4 aprile, il 6 aprile è sostituito da Giuseppe Babbi.

Un deputato del gruppo DC decede durante il 1960: Albino Ottavio Stella il 6 febbraio, l'11 febbraio è sostituito da Silvio Mello Grand.
3. ↑  Un deputato abbandona il gruppo DC durante il 1961. Aderisce al gruppo Misto: Luigi Durand de la Penne il 21 febbraio.

Un deputato del gruppo DC cessa dal mandato parlamentare durante il 1961: Giorgio La Pira il 18 aprile, il 21 aprile è sostituito da Giuseppe Anzilotti.

Un deputato del gruppo DC decede durante il 1961: Michele Troisi il 26 ottobre, il 28 ottobre è sostituito da Maria Miccolis.
4. ↑  Cinque deputati aderiscono al gruppo DC durante il 1962. Abbandonando il gruppo Misto: Stefano Cavaliere il 24 gennaio, Salvatore Barberi il 2 marzo, Nicola Foschini e Giuseppe Muscariello il 12 aprile, Uberto Bonino il 12 dicembre.

Un deputato del gruppo DC cessa dal mandato parlamentare durante il 1962: Antonio Segni il 5 maggio, il 16 maggio è sostituito da Francesco Murgia.

Due deputati del gruppo DC decedono durante il 1962: Antonio Maxia il 15 aprile, il 30 aprile è sostituito da Gesumino Mastino; Dino Penazzato il 15 giugno, il 19 giugno è sostituito da Giuseppe Sales.
5. ↑  Due deputati del gruppo DC decedono durante il 1963: Fernando Tambroni il 18 febbraio, Carmine De Martino il 29 marzo.
6. ↑  Un deputato aderisce al gruppo PCI durante il 1959. Abbandonando il gruppo PSI: Giovanni Tonetti il 6 ottobre.

Un deputato del gruppo PCI decede durante il 1959: Celeste Negarville il 18 luglio, il 23 luglio è sostituito da Domenico Coggiola.
7. ↑  Un deputato del gruppo PCI decede durante il 1960: Nicola Fasano il 28 novembre, il 1º dicembre è sostituito da Vincenzo Raucci.
8. ↑  Due deputati del gruppo PCI decedono durante il 1961: Nicola Musto il 5 aprile, il 13 aprile è sostituito da Ada Del Vecchio Guelfi; Giovanni Oreste Villa il 24 luglio, il 28 settembre è sostituito da Giuseppe Biancani.
9. ↑  Un deputato del gruppo PCI cessa dal mandato parlamentare durante il 1962: Luigi Di Mauro il 24 maggio, il 29 maggio è sostituito da Alessandro Ferretti.

Due deputati del gruppo PCI decedono durante il 1962: Guido Faletra il 13 marzo, il 23 marzo è sostituito da Luigi Di Mauro; Umberto Sannicolò il 15 giugno, il 19 giugno è sostituito da Giuseppe Golinelli.
10. ↑  Due deputati del gruppo PCI cessano dal mandato parlamentare durante il 1963: Silvano Montanari e Anselmo Pucci il 14 febbraio, lo stesso giorno sono sostituiti rispettivamente da Natale Vasco Jacoponi e Mario Bardelli.

Un deputato del gruppo PCI cessano dal mandato parlamentare durante il 1963: Natale Vasco Jacoponi il 26 marzo.
11. ↑  Cinque deputati aderiscono al gruppo PSI durante il 1959. Abbandonando il gruppo Misto: Orlando Lucchi, Matteo Matteotti e Ezio Vigorelli il 24 luglio. Abbandonando il gruppo PSDI: Corrado Bonfantini e Pasquale Schiano il 24 luglio.

Un deputato abbandona il gruppo PSI durante il 1959. Aderisce al gruppo PCI: Giovanni Tonetti il 6 ottobre.
12. ↑  Un deputato abbandona il gruppo PSI durante il 1960. Aderisce al gruppo Misto: Corrado Bonfantini il 4 aprile.

Un deputato del gruppo PSI decede durante il 1960: Guido Mazzali il 24 dicembre, il 18 gennaio 1961 è sostituito da Flavio Albizzati.
13. ↑  Un deputato subentrante aderisce al gruppo PSI durante il 1961: Flavio Albizzati il 18 gennaio, in sostituzione di Guido Mazzali.

Una deputata abbandona il gruppo PSI durante il 1961. Aderisce al gruppo Misto: Lina Merlin il 25 ottobre.

Due deputati del gruppo PSI decedono durante il 1961: Biagio Andò il 6 giugno, l'8 giugno è sostituito da Maria Alessi Catalano; Francesco Musotto il 4 agosto, il 28 settembre è sostituito da Natale Di Piazza.
14. ↑  Un deputato aderisce al gruppo MSI durante il 1962. Abbandonando il gruppo Misto: Antonio Cremisini il 20 dicembre.
15. ↑  Un deputato aderisce al gruppo Liberale durante il 1958. Abbandonando il gruppo PMP: Odo Spadazzi il 19 novembre.
16. ↑  Tre deputati aderiscono al gruppo Liberale durante il 1961. Abbandonando il gruppo Misto: Luigi Durand de la Penne il 4 luglio, Giovanni Messe il 10 ottobre, Roberto Cantalupo il 15 novembre.

Un deputato del gruppo Liberale decede durante il 1961: Raffaele De Caro il 4 maggio, l'8 giugno è sostituito da Gennaro Papa.
17. ↑  Due deputati aderiscono al gruppo Liberale durante il 1962. Abbandonando il gruppo Misto: Domenico Di Luzio il 24 gennaio, Antonio Daniele il 20 marzo.
18. ↑  Cinque deputati abbandonano il gruppo PSDI durante il 1959. Aderiscono al gruppo Misto: Matteo Matteotti ed Ezio Vigorelli il 25 febbraio, Orlando Lucchi l'11 marzo. Aderiscono al gruppo PSI: Corrado Bonfantini e Pasquale Schiano il 24 luglio.
19. ↑  Un deputato aderisce al gruppo PSDI durante il 1960. Abbandonando il gruppo PDI: Bruno Romano il 30 settembre.

Un deputato del gruppo PSDI decede durante il 1960: Alberto Simonini il 6 luglio, il 12 luglio è sostituito da Giuseppe Amadei.
20. ↑  Un deputato aderisce al gruppo PSDI durante il 1962. Abbandonando il gruppo Misto: Franco Ferrarotti l'8 marzo.
21. ↑  Venti deputati aderiscono al gruppo PDI durante il 1959. Abbandonando il gruppo PMP: Giovanni Alliata Di Montereale, Uberto Bonino, Raffaele Cafiero, Aldo Casalinuovo, Nicola Foschini, Achille Lauro, Gioacchino Lauro, Giuseppe Muscariello, Mario Ottieri, Olindo Preziosi, Vincenzo Rivera e Bruno Romano il 16 aprile. Abbandonando il gruppo PNM: Salvatore Barberi, Giorgio Bardanzellu, Stefano Cavaliere, Alfredo Covelli, Antonino Cuttitta, Antonio Daniele, Domenico Di Luzio e Pierino Luigi Ferrari il 16 aprile.

Un deputato del gruppo PDI decede durante il 1959: Raffaele Cafiero il 10 luglio, il 16 luglio è sostituito da Raffaele Chiarolanza.
22. ↑  Tre deputati abbandonano il gruppo PDI durante il 1960. Aderiscono al gruppo Misto: Giovanni Alliata Di Montereale il 5 maggio, Salvatore Barberi il 5 luglio. Aderisce al gruppo PSDI: Bruno Romano il 30 settembre.
23. ↑  Cinque deputati abbandonano il gruppo PDI durante il 1961. Aderiscono al gruppo Misto: Domenico Di Luzio il 2 maggio, Stefano Cavaliere il 3 maggio, Nicola Foschini l'11 luglio, Antonio Daniele il 25 settembre, Giovanni Messe il 10 ottobre.

Un deputato del gruppo PDI cessa dal mandato parlamentare durante il 1961: Achille Lauro l'11 aprile, il 18 aprile è sostituito da Giovanni Messe.
24. ↑  Due deputati abbandonano il gruppo PDI durante il 1962. Aderiscono al gruppo Misto: Giuseppe Muscariello il 18 gennaio, Uberto Bonino il 12 novembre.
25. ↑  Un deputato abbandona il gruppo PMP durante il 1958. Aderisce al gruppo Liberale: Odo Spadazzi il 19 novembre.
26. ↑  Venti deputati abbandonano il gruppo PMP durante il 1959. Aderiscono al gruppo PDI: Giovanni Alliata Di Montereale, Uberto Bonino, Raffaele Cafiero, Aldo Casalinuovo, Nicola Foschini, Achille Lauro, Gioacchino Lauro, Giuseppe Muscariello, Mario Ottieri, Olindo Preziosi, Vincenzo Rivera e Bruno Romano il 16 aprile.
27. ↑  Un deputato del gruppo PNM decede durante il 1958: Raffaele Paolucci il 4 settembre, il 18 settembre è sostituito da Domenico Di Luzio.
28. ↑  Otto deputati abbandonano il gruppo PNM durante il 1959. Aderiscono al gruppo PDI: Salvatore Barberi, Giorgio Bardanzellu, Stefano Cavaliere, Alfredo Covelli, Antonino Cuttitta, Antonio Daniele, Domenico Di Luzio e Pierino Luigi Ferrari il 16 aprile.
29. ↑  Tre deputati aderiscono al gruppo Misto durante il 1959. Abbandonando il gruppo PSDI: Matteo Matteotti ed Ezio Vigorelli il 25 febbraio, Orlando Lucchi l'11 marzo.

Tre deputati abbandonano il gruppo Misto durante il 1959. Aderiscono al gruppo PSI: Orlando Lucchi, Matteo Matteotti e Ezio Vigorelli il 24 luglio.

Un deputato del gruppo Misto cessa dal mandato parlamentare durante il 1959: Adriano Olivetti il 5 novembre, il 12 novembre è sostituito da Franco Ferrarotti,
30. ↑  Tre deputati aderiscono al gruppo Misto durante il 1960. Abbandonando il gruppo PDI: Giovanni Alliata Di Montereale il 5 maggio, Salvatore Barberi il 5 luglio. Abbandonando il gruppo PSI: Corrado Bonfantini il 5 aprile.
31. ↑  Sette deputati aderiscono al gruppo Misto durante il 1961. Abbandonando il gruppo PD: Domenico Di Luzio il 2 maggio, Stefano Cavaliere il 3 maggio, Nicola Foschini l'11 luglio, Antonio Daniele il 25 settembre, Giovanni Messe il 10 ottobre. Abbandonando il gruppo DC: Luigi Durand de la Penne il 22 febbraio. Abbandonando il gruppo PSI: Lina Merlin il 25 ottobre.

Tre deputati abbandonano il gruppo Misto durante il 1961. Aderiscono al gruppo Liberale: Luigi Durand de la Penne il 4 luglio, Giovanni Messe il 10 ottobre, Roberto Cantalupo il 15 novembre.

Un deputato del gruppo Misto decede durante il 1961: Francesco De Vita il 2 giugno, l'8 giugno è sostituito da Salvatore Sanfilippo.
32. ↑  Due deputati aderiscono al gruppo Misto durante il 1962. Abbandonando il gruppo PDI: Giuseppe Muscariello il 18 gennaio, Uberto Bonino il 12 novembre.

Nove deputati abbandonano il gruppo Misto durante il 1962. Aderiscono al gruppo DC: Stefano Cavaliere il 24 gennaio, Salvatore Barberi il 2 marzo, Nicola Foschini e Giuseppe Muscariello il 12 aprile, Uberto Bonino il 12 dicembre. Aderiscono al gruppo Liberale: Domenico Di Luzio il 24 gennaio, Antonio Daniele il 20 marzo. Aderisce al gruppo PSDI: Franco Ferrarotti l'8 marzo. Aderisce al gruppo MSI: Antonio Cremisini il 20 dicembre.

#### Modifiche nella nomenclatura dei gruppi parlamentari
1. ↑  Il gruppo Partito Democratico Italiano (PDI) si forma il 16 aprile 1959 con dodici deputati aderenti provenienti dal gruppo PMP e otto deputati aderenti provenienti dal gruppo PNM.
2. ↑  Il gruppo Partito Monarchico Popolare (PMP) cessa il 16 aprile 1959.
3. ↑  Il gruppo Partito Nazionale Monarchico (PNM) cessa il 16 aprile 1959.

## Senato della Repubblica

### Consiglio di presidenza

#### Presidenti
Cesare Merzagora (DC) - L'elezione è avvenuta il 12 giugno 1958.

#### Vice presidenti
- Stanislao Ceschi (DC)
- Giacinto Bosco (DC) [fino al 25/07/1960]
- Mauro Scoccimarro (PCI)
- Ettore Tibaldi (PSI)
- Ennio Zelioli-Lanzini (DC) [dal 12/10/1960]

#### Questori
- Antonio Lepore (DC)
- Franco Varaldo (DC)
- Francesco Spezzano (PCI)

#### Segretari
- Mario Carelli (DC)
- Angelo Cemmi (DC)
- Luigi Russo (DC) [fino al 03/04/1962]
- Luciano Granzotto Basso (Misto)
- Giuseppe Roda (PSI)
- Maurizio Valenzi (PCI)
- Jaures Busoni (PSI)
- Luisa Gallotti Balboni (PCI)
- Giacinto Genco (DC) [dal 05/04/1962]

### Capigruppo parlamentari
| Gruppo parlamentare | Gruppo parlamentare                              | Presidente | Seggi     |
| ------------------- | ------------------------------------------------ | --- | --------- |
|                     | Democratico Cristiano                            | Attilio Piccioni [fino al 25/07/1960] Silvio Gava [dal 10/10/1960]                                                    | 121 / 248 |
|                     | Comunista                                        | Umberto Terracini | 56 / 248  |
|                     | Partito Socialista Italiano                      | Alceo Negri [fino al 19/10/1958] Giuseppe Alberti [dal 20/10/1958 al 21/04/1959] Gaetano Barbareschi [dal 22/04/1959] | 37 / 248  |
|                     | Misto                                            | Pasquale Jannaccone [fino al 22/12/1959] Giuseppe Paratore [dal 15/02/1960]                                           | 22 / 248  |
|                     | Movimento Sociale Italiano e Part. Dem. Italiano | Enea Franza | 12 / 248  |

### Commissioni parlamentari
| #    | Commissione                                                               | Presidente                                                  | Presidente                                   |
| ---- | ------------------------------------------------------------------------- | ----------------------------------------------------------- | -------------------------------------------- |
| I    | Affari della Presidenza del Consiglio e dell'Interno                      |                                                             | Leopoldo Baracco (DC)                        |
| II   | Giustizia e autorizzazioni a procedere                                    |                                                             | Giuseppe Magliano (DC)                       |
| III  | Affari esteri                                                             |                                                             | Attilio Piccioni (DC) [fino al 25/07/1960]   |
| III  | Affari esteri                                                             | Giuseppe Medici (DC) [dal 07/10/1960 al 20/02/1962]         |                                              |
| III  | Affari esteri                                                             | Silvio Gava (DC) [dal 06/04/1962]                           |                                              |
| IV   | Difesa                                                                    |                                                             | Angelo Cerica (DC) [fino all'11/04/1961]     |
| IV   | Difesa                                                                    | Raffaele Cadorna (Misto) [dal 20/04/1961]                   |                                              |
| V    | Finanze e tesoro                                                          |                                                             | Giovanni Battista Bertone (DC)               |
| VI   | Istruzione pubblica e belle arti                                          |                                                             | Adone Zoli (DC) [fino al 20/02/1960]         |
| VI   | Istruzione pubblica e belle arti                                          | Giorgio Bo (DC) [dall'11/05/1960 al 25/07/1960]             |                                              |
| VI   | Istruzione pubblica e belle arti                                          | Angelo Donato Tirabassi (DC) [dal 05/10/1960 al 24/10/1961] |                                              |
| VI   | Istruzione pubblica e belle arti                                          | Giovanni Ponti (DC) [dal 25/10/1961 al 28/12/1961]          |                                              |
| VI   | Istruzione pubblica e belle arti                                          | Luigi Russo (DC) [dal 17/01/1961]                           |                                              |
| VII  | Lavori pubblici, Trasporti, Poste e Telecomunicazioni e Marina Mercantile |                                                             | Guido Corbellini (DC) [fino al 28/05/1962]   |
| VII  | Lavori pubblici, Trasporti, Poste e Telecomunicazioni e Marina Mercantile | Domenico Romano (DC) [dal 27/06/1962]                       |                                              |
| VIII | Agricoltura e Alimentazione                                               |                                                             | Vincenzo Menghi (DC)                         |
| IX   | Industria, commercio interno ed estero, turismo                           |                                                             | Silvio Gava (DC) [fino al 12/12/1960]        |
| IX   | Industria, commercio interno ed estero, turismo                           | Antonio Bussi (DC) [dal 25/01/1961]                         |                                              |
| X    | Lavoro, emigrazione e previdenza sociale                                  |                                                             | Cristoforo Pezzini (DC) [fino al 01/04/1960] |
| X    | Lavoro, emigrazione e previdenza sociale                                  | Cesare Angelini (DC) [dal 25/07/1960 al 27/07/1960]         |                                              |
| X    | Lavoro, emigrazione e previdenza sociale                                  | Carlo Grava (DC) [dal 17/10/1960]                           |                                              |
| XI   | Igiene e sanità                                                           |                                                             | Luigi Benedetti (DC) [fino al 27/05/1962]    |
| XI   | Igiene e sanità                                                           | Angelo Lorenzi (DC) [dal 20/06/1962]                        |                                              |

### Riepilogo della composizione
| Gruppo parlamentare al Senato della Repubblica | Gruppo parlamentare al Senato della Repubblica               | Inizio legislatura | 1958 | 1959 | 1960 | 1961 | 1962 | Fine legislatura |
| ---------------------------------------------- | ------------------------------------------------------------ | ------------------ | ---- | ---- | ---- | ---- | ---- | ---------------- |
|                                                | Democratico Cristiano (DC)                                   | 122                | 122  | 121  | 121  | 120  | 122  | 121              |
|                                                | Comunista (PCI)                                              | 56                 | 57   | 57   | 57   | 56   | 56   | 56               |
|                                                | Partito Socialista Italiano (PSI)                            | 35                 | 36   | 36   | 36   | 36   | 37   | 37               |
|                                                | Movimento Sociale Italiano e Part. Dem. Italiano (MSI - PDI) | 10                 | 10   | 13   | 13   | 13   | 12   | 12               |
|                                                | Gruppo misto                                                 | 28                 | 28   | 22   | 22   | 20   | 22   | 22               |
| Totale                                         | Totale                                                       | 251                | 253  | 249  | 249  | 245  | 249  | 248              |

#### Modifiche nella composizione dei gruppi parlamentari
1. ↑  Due senatori del gruppo DC decedono durante il 1958: Martino Martini il 9 agosto, il 18 settembre è sostituito da Giorgio Braccesi; Carlo De Luca il 31 agosto, il 18 settembre è sostituito da Alessandro Gerini.
2. ↑  Un senatore del gruppo DC cessa dal mandato parlamentare durante il 1959: Giuseppe Caron il 4 dicembre, il 9 dicembre è sostituito da Attilio Venudo.

Quattro senatori del gruppo DC cessa dal mandato parlamentare durante il 1959: Giovanni Braschi il 5 gennaio, il 22 gennaio è sostituito da Guglielmo Donati; Teresio Guglielmone il 24 gennaio, il 3 marzo è sostituito da Raffaele Cadorna che aderisce al gruppo Misto; Pietro Bellora il 21 novembre, il 2 dicembre è sostituito da Emanuele Samek Lodovici; Raffaele Pucci il 9 dicembre, il 15 dicembre è sostituito da Vincenzo Indelli.
3. ↑  Tre senatori del gruppo DC decedono durante il 1960: Adone Zoli il 20 febbraio, il 23 febbraio è sostituito da Renato Pagni; Francesco Marchini Camia il 28 febbraio, il 30 marzo è sostituito da Michele Galli; Rocco Salomone il 1º novembre, il 23 novembre è sostituito da Nicola Vaccaro.
4. ↑  Tre senatori del gruppo DC decedeono durante il 1961: Angelo Cerica l'11 aprile, il 19 aprile è sostituito da Carlo Latini; Giovanni Sartori il 6 novembre, il 15 novembre è sostituito da Ermenegildo Bertola; Giovanni Ponti il 28 dicembre, il 15 gennaio 1962 è sostituito da Pietro Vecellio.
5. ↑  Un senatore aderisce al gruppo DC durante il 1962. Abbandonando il gruppo Misto: Ludovico Greco il 28 giugno.

Un senatore subentrante aderisce al gruppo DC durante il 1962: Pietro Vecellio il 17 gennaio, in sostituzione di Giovanni Ponti.

Due senatori del gruppo DC decedono durante il 1962: Luigi Benedetti e Lorenzo Spallino il 27 maggio, il 14 giugno sono sostituiti rispettivamente da Luigi Candido Rosati e Pasquale Valsecchi.
6. ↑  Due senatori decedono durante il 1963: Giacomo Piola il 20 gennaio, il 31 gennaio è sostituito da Renzo Forma; Mario Zotta il 21 febbraio.
7. ↑  Un senatore subentrante aderisce al gruppo PCI durante il 1958: Ambrogio Donini il 13 giugno, in sostituzione di Edoardo D'Onofrio che opta per il seggio alla Camera.
8. ↑  Un senatore del gruppo PCI cessa dal mandato parlamentare durante il 1959: Teodosio Aimoni il 7 aprile, il 10 aprile è sostituito da Ernesto Zanardi.
9. ↑  Un senatore del gruppo PCI decede durante il 1960: Mario Montagnana l'8 agosto, l'8 settembre è sostituito da Vincenzo Zucca.
10. ↑  Un senatore abbandona il gruppo PCI durante il 1961. Aderisce al gruppo PSI: Secondo Pessi il 9 giugno.

Un senatore del gruppo PCI decede durante il 1961: Francesco Primerano il 23 gennaio, il 1º febbraio è sostituito da Salvatore De Simone.
11. ↑  Un senatore subentrante aderisce al gruppo PSI durante il 1958: Carlo Ronza il 13 giugno, in sostituzione di Paolo Angelino che opta per il seggio alla Camera.
12. ↑  Un senatore del gruppo PSI cessa dal mandato parlamentare durante il 1960: Luigi Fabbri il 24 novembre, il 30 novembre è sostituito da Salvatore Bruno.
13. ↑  Un senatore aderisce al gruppo PSI durante il 1961. Abbandonando il gruppo PCI: Secondo Pessi il 3 ottobre.

Un senatore del gruppo PSI decede durante il 1961: Mario Grampa il 14 dicembre, il 17 gennaio 1962 è sostituito da Carlo Arnaudi.
14. ↑  Un senatore subentrante aderisce al gruppo PSI durante il 1962: Carlo Arnaudi il 17 gennaio, in sostituzione di Mario Grampa.
15. ↑  Tre senatori aderiscono al gruppo MSI - PDI durante il 1959. Abbandonando il gruppo Misto: Amedeo D'Albora, Gaetano Fiorentino e Francesco Massimo Lancellotti il 16 dicembre.
16. ↑  Un senatore abbandona il gruppo MSI - PDI durante il 1962. Aderisce al gruppo Misto: Luigi Ragno il 12 luglio.
17. ↑  Un senatore subentrante aderisce al gruppo Misto durante il 1959: Raffaele Cadorna il 3 marzo, in sostituzione di Teresio Guglielmone del gruppo DC.

Tre senatori abbandonano il gruppo Misto durante il 1959. Aderiscono al gruppo MSI - PNM: Amedeo D'Albora, Gaetano Fiorentino e Francesco Massimo Lancellotti il 15 dicembre.

Quattro senatori del gruppo Misto decedono durante il 1959: Pietro Canonica l'8 giugno, Luigi Sturzo l'8 agosto, Enrico De Nicola il 1º ottobre, Pasquale Jannaccone il 22 dicembre.
18. ↑  Due senatori del gruppo Misto decedono durante il 1961: Luigi Einaudi il 30 ottobre; Edgardo Savio il 25 dicembre, il 17 gennaio 1962 è sostituito da Giuseppe Faravelli.
19. ↑  Due senatori aderiscono al gruppo Misto durante il 1962. Poiché ex Presidente della Repubblica: Giovanni Gronchi il 18 maggio. Abbandonando il gruppo MSI - PDI: Luigi Ragno il 13 luglio.

Un senatore subentrante aderisce al gruppo Misto durante il 1962: Giuseppe Faravelli il 17 gennaio, in sostituzione di Edgardo Savio.

Un senatore abbandona il gruppo Misto durante il 1962. Aderisce al gruppo DC: Ludovico Greco il 27 giugno.

#### Modifiche nella nomenclatura dei gruppi parlamentari
1. ↑  Il gruppo Movimento Sociale Italiano e Part. Naz. Monarchico (MSI - PNM) cambia nome in Movimento Sociale Italiano e Part. Dem. Italiano (MSI - PDI) il 16 dicembre 1959.